# 圣马力诺死刑制度
圣马力诺死刑制度早就被废除，最后一次执行死刑是在1468年，采用绞刑。
圣马力诺是世界上仅有的两个在1800年之前停止执行死刑的国家之一(另一个是列支敦士登，最后一次执行死刑是在1785年)。
圣马力诺于1848年成为世界上第一个废除对普通罪行判处死刑的国家。1865年，它成为继1863年委内瑞拉之后，世界上第二个(也是欧洲第一个)对所有罪行废除死刑的国家。它是仅有的三个在1900年以前对所有罪行废除死刑的国家之一(第三个国家是哥斯达黎加)。
1989年，它正式批准了《欧洲人权公约第6号议定书》，该议定书要求在和平时期完全废除死刑。